# الدرة الفاخرة في كشف علوم الآخرة
الدرة الفاخرة في كشف علوم الآخرة، كتاب مختلف في نسبته لأبي حامد الغزالي.

## نسبة الكتاب للغزالي
نسبه له حاجي خليفة في كشف الظنون، والزركلي في الأعلام، بينما ذكر السيوطي في كتاب الحاوي للفتاوي أنه هناك من ينفي نسبة الكتاب للغزالي.

## الطبعات
طبع الكتاب عدة طبعات منها طبعة حجرية (دون تاريخ)،وأخرى في مصر سنة 1303 في مطبعة شرف. وفي سنة 1877 صدرت طبعة في لايبزيغ حققها لوسيان غوتييه، ثم أعيد طبعه سنة 1925 في لايبزيغ أيضا مع ترجمة فرنسية وضعها المحقق نفسه، وفي سنة 1914 طبع الكتاب في المطبعة والمكتبة السعيدية بالقاهرة، بينما نشرت مكتبة محمد علي صبيح طبعتها من الكتاب سنة 1971، وصدر الكتاب في المجلد السادس من الصفحة 99 إلى الصفحة 140 ضمن مجموعة رسائل الإمام الغزالي التي نشرتها دار الكتب العلمية بين سنتي 1986 و1988 وقدمها أحمد شمس الدين، وفي سنة 1997 صدرت طبعة في لبنان حققها لوسيان غوتييه واشتركت في طبعها مكتبة السائح بطرابلس والمكتبة الثقافية ببيروت. وفي 2007 حقق محمد عبد القادر أحمد عطا الكتاب ونشرته مؤسسة الكتب الثقافية ببيروت. كما صدر الكتاب سنة 2010، ضمن مجموعة رسائل الإمام الغزالي في الفقه والعقيدة والأصول والتصوف الصفحات 123، 155، عن دار الإمام الشاطبي.

## الترجمات
ترجم لوسيان غوتييه الكتاب للفرنسية سنة 1878 وأعيد نشره سنة 1986 في باريس كما أعيد نشره في ليون سنة 1995 ضمن سلسلة Les sources de la tradition islamique.

## مخطوطات الكتاب
للكتاب مخطوطات في كل من باريس وبرلين أوكسفورد ولايبزيغ، ومخطوط في مكتبة الإمام زيد بن علي في اليمن رقمها ZA: 003-02، نسخها محمد عوض الرصاص.